# وزير التخطيط
وزير التخطيط أحد وزراء مجلس الوزراء وتسمى وزارته «وزارة التخطيط» وهي نظرياً مسؤولة عن وضع مخططات إستراتيجية للحكومة لتنتهجها حتى تحقق أهدافها. وتعد من أهم الحقائب الوزارية وهي ترتبط بالوزارات الأخرى من حيث برامج التمويل والاحتياجات الحكومية.